# ヴァンギーサ相応
「ヴァンギーサ相応」（ヴァンギーサそうおう、巴: Vaṅgīsa-saṃyutta, ヴァンギーサ・サンユッタ）とは、パーリ仏典経蔵相応部に収録されている第8相応。漢字表記で「婆耆沙長老相応」（ばぎしゃちょうろうそうおう）とも。

## 構成
短篇経典の全12経から成る。
1. Nikkhanta-sutta
2. Arati-sutta
3. Pesala-sutta
4. Ānanda-sutta
5. Subhāsita-sutta
6. Sāriputta-sutta
7. Pavāraṇā-sutta
8. Parosahassa-sutta
9. Koṇḍañña-sutta
10. Moggallāna-sutta
11. Gaggarā-sutta
12. Vaṅgīsa-sutta

## 日本語訳
- 『南伝大蔵経・経蔵・相応部経典1』（第12巻） 大蔵出版
- 『パーリ仏典 相応部(サンユッタニカーヤ) 有偈篇II』 片山一良訳 大蔵出版
- 『原始仏典II 相応部経典1』 中村元監修 春秋社
- 『ブッダ悪魔との対話――サンユッタ・ニカーヤ2 』中村元訳 岩波文庫